# Bruno Blier
Bruno Blier est un entraîneur français de basket-ball né le 7 février 1959 à Arras (Pas-de-Calais, France).
Ancien joueur de l’ASPTT Arras et Bruay-en-Artois (N3), il est professeur d'EPS au Lycée Guy Mollet à Arras. Il entraîne l'équipe féminine de l'ASPTT Arras depuis 1995, avec laquelle il a remporté le titre de Champion de France NF1 (niveau avant la LFB) en 2006. En LFB, son équipe accroche en 2010 une inattendue troisième place qui lui vaut d'être nommé Entraîneur LFB de l'année.
Son équipe participe à l'Eurocoupe 2010-2011 pour la première fois de leur histoire et accède même à la finale où l'équipe d'Arras rencontra l'équipe féminine Israélienne, Ramla. Le match aller se termine sur un match nul 61-61 mais le match retour s'est soldé par une défaite, 61-53.
Il a annoncé dans La Voix du Nord qu'il n'a pas reçu les garanties nécessaires pour qu'il soit reconduit pour la saison 2011-2012, et a donc présenté sa démission.
Après le départ poussif d'Aix-en-Provence à l'automne 2011 (2 victoires-6 défaites), Bruno Blier remplace Emmanuel Cœuret.
Après son expérience à Aix-en-Provence, il revient à Arras pour supporter son équipe de cœur.
En 2018, Bruno Blier fait son retour en tant qu'entraîneur d'Arras. Le club relégué en NF1 a fait appel à lui pour espérer faire la même remontée qu'auparavant et ainsi pouvoir garder la ferveur du public arrageois, mais le club demandant sa relégation en Nationale 3, il se dégage du projet.